# Phare de Burrows Island
Le phare de Burrows Island est un phare situé à l'extrémité ouest de l'île Burrows, une des îles de San Juan du (Comté de Skagit), dans l'État de Washington (États-Unis).
Ce phare est géré par la Garde côtière américaine, et les phares de l'État de Washington sont entretenues par le District 13 de la Garde côtière  basé à Seattle.

## Histoire
En 1905, à la suite de la perte de plusieurs navires aux environs de Dennis Shoal et Lawson Reef, l'United States Lighthouse Board a choisi  l'île Burrows près d'Anacortes et face à l'île Fidalgo, comme site d'un nouveau phare.
Cette station de signalisation est située face au détroit de Rosario. Elle marque le passage du détroit qui est très fréquenté pour l'accès au port et raffineries d'Anacortes.

## Description
Le phare de Burrows Island a été mis en service le 1er avril. C'est une tour carrée, avec galerie et lanterne de 10 m de haut, s'élevant d'un petit bâtiment d'un étage. La maison-phare est peinte en blanc et plusieurs bâtiments sont à proximité. Il a été équipé d'une lentille de Fresnel de 4e ordre
Le phare a été automatisé en 1972 et  la lentille de Fresnel a été remplacée par un système optique moderne et une aire d'atterrissage pour hélicoptères située à proximité. En 2011, le bâtiment a subi une restauration.
Sa lumière émet, à une hauteur focale de 17 m, un flash blanc toutes les 6 secondes. Sa portée nominale est de 9 milles nautiques (environ 17 km). Une corne de brume est toujours en activité (1 blast/15 secondes).
Identifiant : ARLHS : USA-146 - Amirauté : G5124 - USCG : 6-19555.

## caractéristique duFeu maritime
Fréquence : 6 secondes (W)
- Lumière : 0.6 seconde
- Obscurité : 5.4 secondes

|                 |
| San Juan Island |

### Lien connexe
- Liste des phares de l'État de Washington